# وسیل ووکون
وسیل ووکون (اوکراینی: Василь Володимирович Вовкун؛ زادهٔ ۱۶ ژوئن ۱۹۵۷) سیاستمدار اهل اوکراین است.